# Kamenná Poruba (Vranov nad Topľou)
Kamenná Poruba (bis 1927 auch „Poruba“; ungarisch Kővágó – bis 1907 Kőporuba) ist eine Gemeinde im Osten der Slowakei mit 1727 Einwohnern (Stand 31. Dezember 2024), die im Okres Vranov nad Topľou, einem Teil des Prešovský kraj, liegt und zur traditionellen Landschaft Zemplín gehört.

## Geographie
Die Gemeinde befindet sich im Nordwestteil des Ostslowakischen Tieflands am Fuß des Gebirges Slanské vrchy. Das Gemeindegebiet wird von den Bächen Rakovec und Trnava im Einzugsgebiet der Topľa durchflossen und ist zum größten Teil entwaldet und in Ackerböden, Weiden und Gärten umgewandelt. Das Ortszentrum liegt auf einer Höhe von 153 m n.m. und ist zehn Kilometer von Vranov nad Topľou entfernt.
Nachbargemeinden sind Vranov nad Topľou im Norden und Osten, Sačurov im Süden, Davidov im Südwesten und Vechec im Nordwesten.

## Geschichte
Der Ort entstand nach deutschem Recht in einer Waldlichtung und wurde zum ersten Mal 1368 als Stephanburbaya schriftlich erwähnt. Weitere historische Namen sind Kewporuba (1511), Kamenna Poruba (1598) und Kamen Poruba (1773). Die ersten Besitzer stammten aus dem Geschlecht Rozgonyi, das bis zum 16. Jahrhundert bestehen blieb. Spätere Gutsbesitzer waren unter anderen aus den Familien Báthory, Sóos und Pethö. 1828 zählte man 102 Häuser und 709 Einwohner, deren Haupteinnahmequelle Landwirtschaft war.
Bis 1918 gehörte der im Komitat Semplin liegende Ort zum Königreich Ungarn und kam danach zur Tschechoslowakei beziehungsweise heute Slowakei.

## Bevölkerung
| Jahr                | 1994 | 2004     | 2014     | 2024     |
| ------------------- | ---- | -------- | -------- | -------- |
| Anzahl der Personen | 969  | 1160     | 1332     | 1727     |
| Unterschied         |      | +19,71 % | +14,82 % | +29,65 % |

| Jahr                | 2023 | 2024    |
| ------------------- | ---- | ------- |
| Anzahl der Personen | 1660 | 1727    |
| Unterschied         |      | +4,03 % |

Nach der Volkszählung 2011 wohnten in Kamenná Poruba 1261 Einwohner, davon 779 Slowaken, 418 Roma, drei Tschechen sowie jeweils ein Deutscher und Ukrainer. 59 Einwohner machten keine Angabe zur Ethnie.
514 Einwohner bekannten sich zur römisch-katholischen Kirche, 327 Einwohner zur griechisch-katholischen Kirche, 13 Einwohner zur Evangelischen Kirche A. B., zwei Einwohner zur orthodoxen Kirche sowie jeweils ein Einwohner zur reformierten Kirche und zur tschechoslowakischen hussitischen Kirche. 351 Einwohner waren konfessionslos und bei 52 Einwohnern wurde die Konfession nicht ermittelt.

## Bauwerke und Denkmäler
- griechisch-katholische Kirche Entsendung des heiligen Geistes aus dem Jahr 1820